# Mauro Martelli
Mauro Martelli (Livorno, 7 marzo 1966) è un canottiere italiano.

## Carriera
Inizia a praticare la disciplina nella società livornese Unione Canottieri Livornesi nel 2003 per poi passare al Gruppo Sportivo Vigili del Fuoco "Corrado Tomei" nel 2008.
Al suo esordio nel Campionato Italiano nel febbraio 2006, conquista la medaglia d'oro nella rassegna di La Spezia.
Nel marzo dello stesso anno conquista il record italiano sull'ora dei pesi leggeri.
Nel gennaio 2009 diventa medaglia d'oro ai Campionati Europei di Roma nella staffetta 2000 metri con Emiliano Ceccatelli, Gianluca Santi e Augusto Zamboni.
Nel maggio 2012 ha scoperto di avere un cancro al colon, per il quale è stato operato a febbraio 2013.
Nel gennaio 2016 conquista la medaglia d'argento nei Campionati Europei svolti in Ungheria nella staffetta 4 per 500 categoria Assoluti.
Nel gennaio 2020 conquista la medaglia d'argento ai Campionati Europei di Praga nella categoria Senior Mix 4 Minuti.
Ha conquistato 27 titoli italiani, un Campionato Europeo e ha stabilito 20 record mondiali.
Dal 2009 è presidente dell'Associazione Onlus Sportlandia Livorno, nonché Testimonial Nazionale AIRC (Associazione Italiana per la Ricerca sul Cancro) e Testimonial Fondazione ARCO (Oncologia Pisa).

## Palmarès
- Livorno, Marzo 2006 record italiano sull'ora pesi leggeri
- Livorno, Marzo 2008 record italiano sulla distanza della maratona (42195 mt) pesi leggeri
- Milano, Giugno 2008 record italiano sui 100 km small team (3-10 atleti) pesi leggeri
- Roma, novembre 2008 record del mondo in tandem con Claudio Cecconi sulla distanza dei 100 km
- Roma, Gennaio 2009 medaglia d'oro ai campionati europei a staffetta 4 x 500 pesi leggeri maschile.
- Roma, Giugno 2009 record del mondo con il team Italia misto pesi leggeri sui 100 km small team (3-10 atleti)[2]
- Livorno, Dicembre 2009 migliora il proprio record del mondo in tandem con Claudio Cecconi sulla distanza dei 100 km pesi leggeri[3]
- Roma, Giugno 2010 doppio record del mondo con la nazionale italiana indoor rowing mista sulla distanza dei 100 km large team (più di 10 atleti) pesi leggeri
- Livorno, Novembre 2010 doppio record del mondo sulla distanza delle 24 ore insieme a Sara Baran, oltre al record misto battuto anche quello maschile dei pesi leggeri[4]
- Roma, novembre 2010 1º classificato Campionato italiano a staffetta 4 x 500 mt pesi leggeri maschile

- Livorno, Luglio 2011 record del mondo con la nazionale italiana indoor rowing sulla distanza dei 100 km large team (più di 10 atleti) pesi leggeri[5]
- Roma, novembre 2011 1º classificato Campionato italiano a staffetta 4 x 500 mt pesi leggeri maschile
- Livorno Giugno 2012 record italiano sulla distanza della mezza maratona (21087 mt) pesi leggeri[6]
- Roma, 18 novembre 2012 1º classificato Campionato italiano a staffetta 4x500 pesi leggeri maschile
- Giglio Porto, Settembre 2013 record italiano mezza maratona indoor rowing small team 8 atleti pesi leggeri
- Firenze, Maggio 2014 record del mondo sulla 24 ore pesi leggeri maschile in formazione small team (al massimo 10 atleti)[7]
- Portoazzurro, Settembre 2014 record del mondo ore pesi leggeri misti (6 uomini 4 donne) in formazione small team (10 atleti)[8]
- Livorno,18 Aprile 2015 record del mondo 100 km pesi leggeri insieme a Augusto Zamboni
- Livorno, 31 Maggio – 2 Giugno 2015 record del mondo 1000 km pesi leggeri misti in 66 ore e 51 minuti. Battuto anche il record mondiale pesi leggeri maschile e di permanenza sul remoergometro
- Roma, 6 Marzo 2016 - 1º Classificato Campionato Italiano a staffetta 4x500 pesi leggeri maschile
- Montecarlo, ottobre 2016 Mondiali Senior Coastal Rowing su doppio insieme a Nicolò Mori raggiunge la finale B su 92 equipaggi
- Livorno, 8 Marzo 2017 - Record italiano mezza maratona indoor rowing pesi leggeri cat.50-59[9]
- Roma, 26 Marzo 2017 - 1º Classificato Campionato Italiano a staffetta 4x500 pesi leggeri maschile
- Roma, 26 Marzo 2017 - 1º Classificato Campionato Italiano a staffetta 4x500 pesi leggeri misti - Miglior tempo Nazionale
- Livorno, Giugno 2017 - Record del Mondo 1000 km pesi leggeri maschile (Italia Indoor Rowing) 60h 58' 52"[10]
- Firenze, 25 Febbraio 2018 - Record del Mondo 100 km pesi leggeri misti (Italia Indoor Rowing) 4h 57' 56"[11]
- Roma, 25 Marzo 2018 - 1º Classificato Campionato Italiano a staffetta 4x500 pesi leggeri maschile
- Roma, 25 Marzo 2018 - 1º Classificato Campionato Italiano a staffetta 4x500 pesi leggeri misti
- Piombino, 8/9 Settembre 2018 - Record del Mondo  24 ore Pesi Leggeri Large Team (Italia Indoor Rowing)
- Marina di Bibbona 12/13 gennaio 2019 RECORD DEL MONDO 24 ore Large Team Pesi Leggeri Misti[12]
- Roma, 17 Marzo 2019 - 1º Classificato Campionato Italiano staffetta a squadre 4x500, Concept 2 Team Championship Italia 2019[13]
- Livorno, 21 Luglio 2019 - RECORD DEL MONDO sui 10000 mt pesi leggeri maschile ( su DYNAMIC )[14]
- Praga, 11 Gennaio 2020 - Medaglia d'argento agli Europei di Praga nella categoria Senior Mix 4 Minuti[15]
- Barletta, 12 Settembre 2021 - Medaglia di bronzo ai Campionati Italiani Assoluti di Coastal Rowing sulla distanza dei 6000 mt.[16]
- Bibbona, 10 Aprile 2022 - Record del mondo sui 1000 chilometri pesi leggeri misti in formazione large team[17]
- Isola di Procida, 1/2 Ottobre 2022 -  Medaglia d'oro ai Campionati italiani di Coastal Rowing[18]
- Trieste 14 Dicembre 2022 - Medaglia d'oro all'International Borin Coastal Rowing Race[19]
- Roma 21 Maggio 2023 - Campionati italiani a squadre 4x500 pesi leggeri primo classificato[20]
- Marina di Bibbona 13/14 Aprile 2024 - Record del mondo Indoor Rowing 24 ore, pesi leggeri, maschile, Cat. 30/39[21]
- Roma 11 Maggio 2024 - Record del mondo 100 KM, Small Team, Pesi Leggeri, maschile, Cat. 40/49[22]

## Onorificenze
- Atleta dell'anno 2015 UNVS (Unione Nazionale Veterani dello Sport)
- Distintivo d'argento al merito sportivo UNVS (Unione Nazionale Veterani dello Sport)
- Dicembre 2018, gli viene conferita la Stella di Bronzo del CONI al Merito Sportivo